# Igor Boraska
Igor Boraska (Spalato, 26 settembre 1970) è un canottiere e bobbista croato.
Medaglia di bronzo alle Olimpiadi di Sydney 2000 e plurimedagliato ai campionati mondiali di canottaggio, partecipò con la Nazionale di bob della Croazia ai Giochi di Salt Lake City 2002, divenendo così il primo atleta croato a partecipare sia ai Giochi olimpici estivi che a quelli invernali.

## Carriera

### Canottaggio
Ai Giochi olimpici di Atlanta 1996 i quattro croati con Boraska in formazione non sono riusciti a qualificarsi per la finale, ma nella finale di consolazione hanno preceduto tutti i loro rivali, conquistando così il 7º posto finale nel torneo.
Come parte degli otto croati, l'atleta ha vinto una medaglia di bronzo ai Giochi olimpici di Sydney 2000. Nelle successive Olimpiadi di Atene 2004, Borašca partecipò alla gara a quattro, ma la sua squadra, arrivata in semifinale, si classificò all'ultimo posto nella seconda manche e non poté competere per il podio.
Nel 2010, il croato ha deciso di porre fine alla sua carriera sportiva.

### Bob
Come membro della squadra croata, Boraška ha preso parte alle Olimpiadi di Salt Lake City 2002, dove nella gara di bob a quattro ha ottenuto solo il 26º posto.